# A piedi nudi nel parco (film)
A piedi nudi nel parco (Barefoot in the Park) è un film del 1967 diretto da Gene Saks, tratto dall'omonima commedia teatrale di Neil Simon. Apprezzato regista teatrale qui al suo esordio cinematografico, Saks in seguito ha adattato per il grande schermo altre pièce teatrali del commediografo, si ricorda in particolare La strana coppia (1968).

## Trama
La coppia di neosposi Paul e Corie, dopo aver trascorso sei giorni di infuocata luna di miele chiusi in una stanza dell'hotel Plaza, si trasferisce nella sua prima casa, un piccolo e spoglio appartamento al quinto piano di un vecchio palazzo senza ascensore del Greenwich Village. La scomoda sistemazione e una serata a quattro, in compagnia dell'eccentrico vicino abusivo Victor Velasco e di Ethel, la benpensante madre di Corie, mettono a dura prova la loro vita matrimoniale e, in particolare, fanno emergere le loro differenze caratteriali: Paul è serio, contegnoso, prudente, Corie è vitale, appassionata, romantica; tanto l'uno è prevedibile e convenzionale quanto l'altra è imprevedibile e spudorata.
Corie allora decide, dopo una furiosa scenata, di mettere fine al matrimonio, non all'altezza delle sue elevate aspettative ideali, e caccia Paul dal tetto coniugale, che finisce su una panchina di Washington Square Park, a ubriacarsi e camminare a piedi nudi nel parco, proprio in quella che lei gli aveva indicato come espressione della desiderata spontaneità. Ma quando vede come si è ridotto, Corie capisce di amarlo così come l'ha conosciuto e sposato, un uomo stabile e fidato, e di non volerlo affatto cambiare; questo avviene anche grazie all'intervento della propria assennata madre, la quale le spiega che in un rapporto di coppia a volte è necessario "sacrificare" qualcosa per la felicità dell'altro. Così i giovani Paul e Corie si riconciliano e anche i maturi Victor ed Ethel, altrettanto diversi, sembrano avere scoperto una speciale sintonia.

## Cast
- Robert Redford, Mildred Natwick e Herb Edelman avevano ricoperto i loro ruoli anche nella commedia rappresentata a Broadway dal 1963 al 1967.
- Il ruolo femminile principale, interpretato a teatro da Elizabeth Ashley, fu offerto inizialmente a Natalie Wood, per ricomporre la coppia con Redford già proposta in Lo strano mondo di Daisy Clover (1965) di Robert Mulligan e Questa ragazza è di tutti (1966) di Sydney Pollack. Venne però scelta Jane Fonda, che aveva già interpretato l'anno precedente un ruolo parzialmente analogo, in un'altra commedia di origine teatrale e d'ambientazione newyorkese, Tutti i mercoledì di Robert Ellis Miller. Nel 1966 Redford e la Fonda avevano comunque lavorato insieme nel drammatico La caccia di Arthur Penn.

## Riconoscimenti
- 1968 - Premio Oscar
  - Nomination Miglior attrice non protagonista a Mildred Natwick
- 1968 - Premio BAFTA
  - Nomination Miglior attrice straniera a Jane Fonda
- 1968 - Laurel Award
  - Nomination Miglior commedia
  - Nomination Miglior performance comica femminile a Jane Fonda
  - Nomination Miglior performance comica maschile a Robert Redford
  - Nomination Miglior attrice non protagonista comica a Mildred Natwick
- 1968 - WGA Award
  - Nomination Migliore sceneggiatura a Neil Simon